# Constantin Ganciu
Constantin Ganciu (n. 17 iulie 1938) este un voleibalist român, care a concurat cu echipa națională a României în turneul masculin⁠(d) de la Jocurile Olimpice de vară din 1964.

## Biografie
A practicat voleiul și a fost component al clubului sportiv Dinamo București al Ministerului Afacerilor Interne. A făcut parte din echipa națională masculină a României, care a concurat la Jocurile Olimpice de vară din 1964⁠(d) și a ocupat locul 4.

## Distincții
- Ordinul „Meritul Sportiv” clasa a III-a (8 mai 1968) „pentru contribuția deosebită adusă la dezvoltarea mișcării de cultură fizică și sport și pentru merite deosebite în activitatea sportivă de performanță, cu prilejul împlinirii a 20 de ani de la înființarea Clubului sportiv «Dinamo»-București al Ministerului Afacerilor Interne”[2]